# Slag bij Guinegate (1479)
De eerste Slag bij Guinegate of Slag van Blangijs werd gestreden bij Enguinegatte op 7 augustus 1479 en eindigde in een overwinning van de Vlamingen en Habsburgers onder leiding van aartshertog Maximiliaan van Oostenrijk op de Fransen onder bevel van Filips van Crèvecœur. Het gevecht was onderdeel van de Bourgondische Successieoorlog (1477–1482).
De Fransen zagen zich genoodzaakt hun hoop om Vlaanderen te veroveren op te geven, terwijl het Habsburgse rijk dankzij deze overwinning gestalte kon krijgen.

## Aanloop
Na de dood van hertog Karel de Stoute in de Slag bij Nancy (5 januari 1477) erfde de nauwelijks 20-jarige Maria van Bourgondië een verdeeld rijk dat zich aan de rand van de afgrond bevond. Om zijn droom te verwezenlijken, een rijk van Holland tot aan de Middellandse Zee, had hertog Karel zich diep in de schulden gestoken, voornamelijk bij zijn Vlaamse onderdanen en bij Italiaanse bankiers. Talrijke oorlogen voerde hij, vooral tegen (bondgenoten van) zijn aartsvijand, koning Lodewijk XI van Frankrijk, bijgenaamd 'de universele spin'. In tegenstelling tot de oorlogszuchtige, maar ook ridderlijke en soms wat naïeve Karel, hanteerde Lodewijk liever verraad, intrige, omkoping, samenzwering en moord.

## Context van het conflict

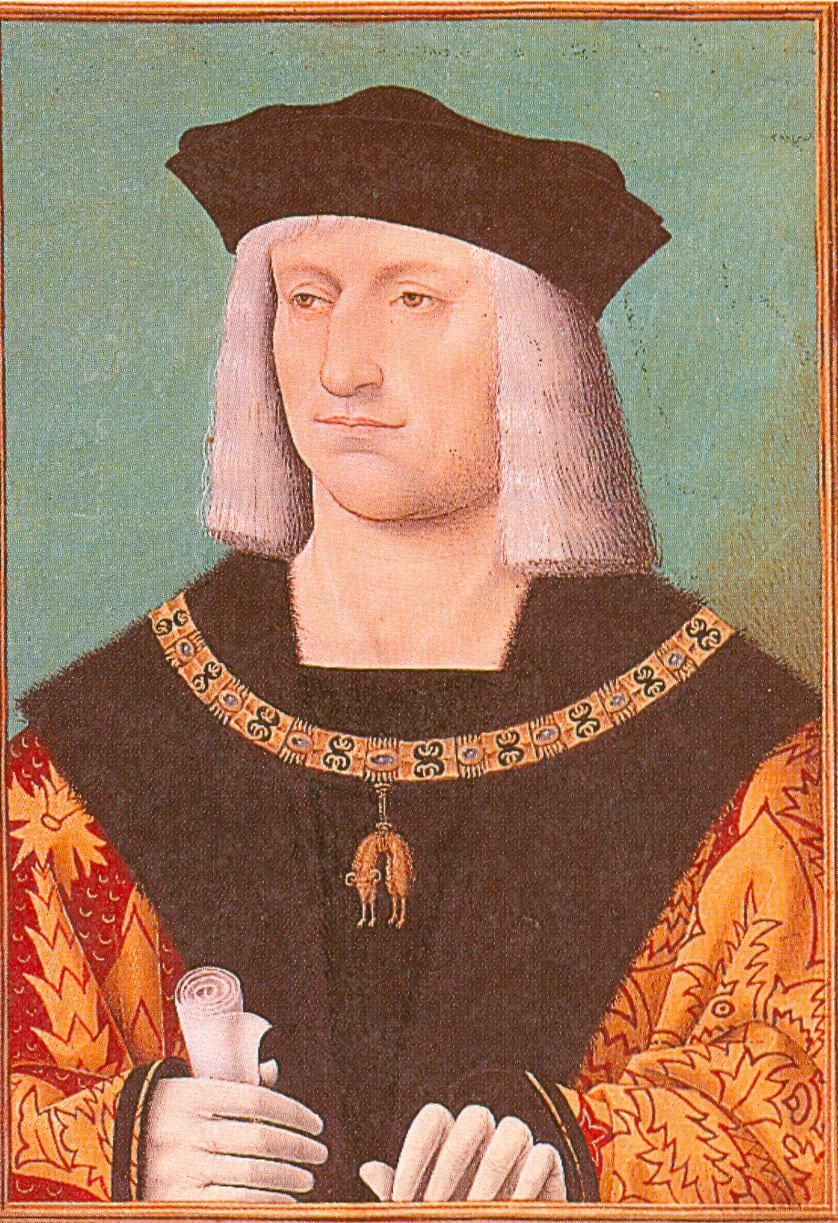
Maximiliaan

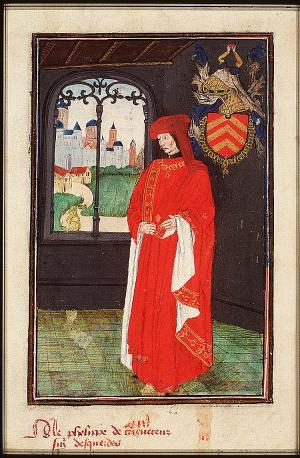
Filips van Crèvecœur

Van oordeel dat het hem veel gemakkelijker zou vallen de Bourgondische landen op diplomatieke wijze als erfenis binnen te halen dan door wapengeweld, trachtte Lodewijk zijn zevenjarig zoontje, de latere koning Karel VIII van Frankrijk (1470-1498) te koppelen aan de dertien jaar oudere Maria van Bourgondië. Op de achtergrond bouwde Lodewijk aan een enorm leger, dat Henegouwen en Vlaanderen onder de voet kon lopen mochten de onderhandelingen spaak lopen.
Hertogin Maria gruwde van de gedachte haar erfenis te verkwanselen aan de aartsvijand van haar vader. Maar ze leek in de lente van 1477 weinig keuze te hebben: veel van haar vaders getrouwen (zelfs vele ridders van de Orde van het Gulden Vlies) waren overgelopen naar het Franse kamp, de Vlamingen eisten verregaande hervormingen, geld was er niet en een leger evenmin. De traditionele bondgenoot, Engeland, hield zich neutraal. De Gentenaren onthoofdden twee van haar adviseurs en de enige op wie ze nog kon steunen was haar stiefmoeder, de sluwe Margaretha van York.
Huwbare prinsen waren er voldoende, maar op een na boezemden ze de Fransen nauwelijks angst in. Die huwelijkskandidaat was Maximiliaan (1459-1519), aartshertog van Oostenrijk en zoon van keizer Frederik III. De Habsburger Frederik droomde van een vooraanstaande rol van zijn familie binnen de Europese politiek. Zijn achterkleinzoon Keizer Karel V zou heersen over een rijk waar de zon nooit onder ging. Met goedkeuring van de Staten van Vlaanderen trouwden Maria en Maximiliaan op 18 augustus 1477 te Gent.
Vanzelfsprekend was Lodewijk XI niet te spreken over de gang van zaken, nu hij plots een op het oog gemakkelijke verovering aan zijn neus zag voorbijgaan en daarenboven zich danig in zijn eergevoel gekrenkt voelde. Zonder waarschuwing staken de Franse troepen de Somme over. De Artesische steden vielen een voor een. Hulp konden Maria van Bourgondië en Maximiliaan nauwelijks bieden. Maximiliaan kon zich niet meer dan 5000 soldaten veroorloven, Maria slechts een handvol trouwe ridders en 500 Engelse boogschutters, bekostigd door haar stiefmoeder. De onderling kibbelende Vlamingen wilden slechts hun eigen gebieden verdedigen. De gebieden ten zuiden van Vlaanderen waren op zichzelf en op de genade van de Fransen aangewezen.

## Voor de slag
Beide legers ontmoetten elkaar bij het dorp Guinegate in het Graafschap Artesië. De infanterie stelde zich centraal op met aan weerszijden cavalerie op de flanken. Het Franse centrum bestond vooral uit boogschutters.
De Habsburgse aartshertog had zijn infanterie opgesteld in twee carrés. Het ene carré stond onder bevel van graaf Engelbrecht II van Nassau, en het andere carré onder de graaf van Romont. De aartshertog voegde zich met 200 edellieden niet bij de cavalerie, zoals toen gebruikelijk, maar bij de infanterie en wel in de voorste gelederen. Maximilaan stond zelf met een lans vooraan.

## De slag
Filips van Crèvecœur drong de ridders terug in het linker carré infanterie en veroverde ook de Bourgondische artillerie op die flank en keerde die tegen de Bourgondiërs. De bourgondische ridders onder Filips van Kleef vluchtten naar Sint-Omaars en de Franse ridders achtervolgden hen, waarbij zij hun voordeel opgaven.
Op de andere flank rukten de Bourgondiërs gestaag op en dit leverde de overwinning op.
Niettegenstaande de overwinning, moest Maximiliaan toch Artois en Bourgondië aan Lodewijk XI afstaan bij de Vrede van Atrecht (1482).